# Бонд, Рене
Рене́ Рут Бонд (англ. Rene Ruth Bond, 11 октября 1950, Сан-Диего, Калифорния — 2 июня 1996, Лос-Анджелес, Калифорния) — американская порноактриса. Член залов славы AVN и XRCO.

## Биография
Родилась 11 октября 1950 года в Сан-Диего, Калифорния. Начала карьеру в конце 1960-х годов со съёмок в эротических фильмах Гарри Новака, в начале 1970-х перешла в хардкорные фильмы. Была активна на лос-анджелесской порносцене 1970-х годов, снявшись более чем в 80 фильмах и «петлях». Была известна миниатюрной фигурой, в актерском подходе передавала невинность и наивность. Стала одной из первых актрис в порноиндустрии, установивших грудные имплантаты, и в интервью 1977 года заявила, что это решение было ответом на «североамериканский фетиш груди». В результате ей стали чаще предлагать роли в фильмах, утверждала она. К середине 1970-х годов Рене основала компанию, занимающуюся продажей и доставкой по почте её фотографий и слайдов с работы. Родители Рене знали о её работе и сопровождали её, когда она выступала в бурлеске и стриптиз-шоу. Во время этих шоу Бонд приглашала отца на сцену, где исполняла песню «Моё сердце принадлежит папе».
Была введена в Зал славы AVN и Зал славы XRCO.
Позже вышла замуж и поселилась в Лас-Вегасе. Умерла от цирроза печени 2 июня 1996 года.

## Избранная фильмография
- 1974 — Стояк Гордон / Flesh Gordon — секс-рабыня с партнёром-блондином

## Награды
- 1985: Зал славы XRCO
- 1998: Зал славы AVN
- 1999: Зал славы Legends of Erotica[5]